# 가와고에 시립 미술관
가와고에 시립 미술관(川越市立美術館 가와고에시리쓰비주쓰칸[*])은 일본 사이타마현 가와고에시에 있는 미술관이다. 가와고에성 니노마루터에 있다.